# Rita Atria
Rita Atria, née le 4 septembre 1974 à Partanna, dans la province de Trapani, en Sicile et morte le 26 juillet 1992 à Rome est la plus jeune témoin de justice italienne ayant dénoncé les agissements de la mafia de Partanna. Elle est considérée comme une figure symbolique de la lutte antimafia.

## Biographie

### Contexte familial
Rita Atria naît le 4 septembre 1974 dans une famille mafieuse, à Partanna, en pleine période de guerres inter-mafias. Elle est la fille de Giovanna Cannova et de Vito Atria. Officiellement berger et propriétaire terrien, son père est également affilié à un groupe mafieux proche de Cosa Nostra.
Rita Atria est la sœur cadette de Anna Maria Rita et de Nicola, de dix ans son aîné, lui-même impliqué dans le réseau mafieux de Partanna. Elle est la belle-sœur de Piera Aiello, mariée à Nicola huit jours avant l'assassinat de Don Vito Atria.

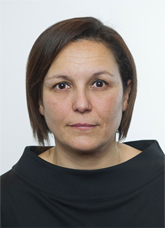
Piera Aiello en 2018.

#### Assassinats de Vito et Nicola Atria
En 1985, alors qu'elle est âgée de 11 ans, son père Don Vito Atria est assassiné à la suite de dissensions autour du trafic de drogue alors en pleine expansion dans la région. A la suite du décès de Vito Atria, Rita Atria se rapproche de son frère Nicola. Ce dernier promet de venger la mort de leur père et confie à sa cadette des informations diverses sur les activités de la mafia et du narcotrafic à Partanna. Il lui révèle également le nom des mandataires et des exécutants de l'assassinat de leur père. À partir de cette période elle consigne tous les détails du village, des environs, des hommes et leurs activités dans de petits carnets. Pris de vitesse par les assassins de son père, Nicola meurt assassiné en 1991 à l'âge de 27 ans. Sa veuve de 23 ans, Piera Aiello, qui a assisté au meurtre, décide de dénoncer les deux tueurs de Cosa Nostra et de collaborer avec la justice italienne. Placée sous protection judiciaire, elle quitte Partanna avec sa fille pour être transférée à Rome. Rita Atria est alors stigmatisée et isolée comme étant la parente d'une repentie, son petit ami de l'époque la quitte pour ce motif. Suivant l'exemple de Piera, nourrie par le désir de venger la mort de son père et de son frère mais aussi par la volonté de se libérer de son environnement mafieux et de rétablir l'honneur familial, Rita Atria choisit de collaborer avec la justice.
Rencontre avec Paolo Borsellino

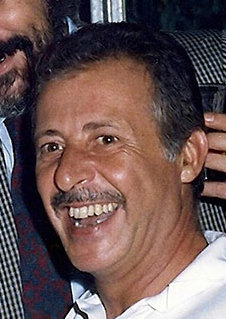
Paolo Borsellino.

Elle part étudier dans une école à Sciacca, après un épisode d' intimidation survenu à Partanna, elle profite de  l'éloignement du domicile familial pour se rendre chez les carabiniers et collaborer avec la justice italienne qui peine à combattre la mafia très implantée dans la province. Rita Atria est rapidement mise en relation avec Paolo Borsellino, alors procureur de Marsala, qu'elle rencontre en novembre 1991. Durant plusieurs jours, elle livre au magistrat l'identité des mafieux et de leurs complices, parmi lesquels se trouvent des hommes politiques. Entre Paolo Borsellino et Rita Atria, se noue une relation de profonde affection, quasi filiale. Dans ses écrits et son journal intime, Rita surnomme le juge antimafia : zio Paolo (« oncle Paolo »). Rita Borsellino affirme que son frère considérait Rita Atria comme sa fille et lui avait donné le surnom de a picciridda (« la petite/la gamine »).
Au cours de l'enquête les révélations de Rita Atria ainsi que les témoignages de Piera Aiello et de Rosalba Triolo permettent l'inculpation de nombreux mafieux et la mise à jour de réseaux criminels opérant dans la région de Trapani. Une enquête est également ouverte contre le député Vincenzo Culicchia, qui a été maire de Partanna pendant plus de trente ans.

#### Transfert à Rome
Lorsque le juge Paolo Borsellino décide d'instruire une enquête, Rita Atria, menacée par ses voisins, reniée par sa mère, est exfiltrée de la Sicile pour s'installer discrètement à Rome en novembre 1991, sous protection policière dans un endroit tenu secret. Les relations avec sa mère se tendent, cette dernière cherche à convaincre par tous les moyens sa fille de renoncer. Giovanna Cannova porte également plainte contre le parquet de Marsala et les carabiniers pour soustraction de mineur. Rita partage alors un appartement avec sa belle-sœur Piera Aiello et sa nièce. Les deux jeunes femmes sont déplacées continuellement et, pour des raisons de sécurité, il leur est recommandé de ne pas nouer de relations durables. Une exception est faite pour le nouveau fiancé de Rita, un certain Gabriele, rencontré à Rome alors qu'il faisait son service militaire, mais l'idylle ne dure pas. Rita Atria se méfie et craint la réaction de la famille du jeune homme s'ils découvrent son identité.
L'association antimafia Rita Atria créée en 1994 à Messine met en avant les manquements dans la prise en charge de la jeune mineure, témoin de justice : à peine arrivée à Rome, Rita Atria est par exemple inscrite sous son vrai nom dans un lycée où le personnel aurait été informé de sa situation. Alors qu'elle souhaite rendre visite à sa sœur Anna Maria installée à Milan, aucun déplacement sous escorte n'est envisagé par les autorités qui se contentent de lui fournir l'argent pour payer le train.
Lors du procès contre les assassins de son père, le magistrat Paolo Borsellino meurt dans l'attentat de via D'Amelio, avec les cinq carabiniers qui l'escortaient. De nombreux témoins et collaborateurs de justice à l'annonce du décès du magistrat décident de se rétracter. Rita Atria écrit son désespoir dans son journal intime : 
« Ora che è morto Borsellino, nessuno può capire che vuoto ha lasciato nella mia vita... Prima di combattere la mafia devi farti un auto-esame di coscienza e poi, dopo aver sconfitto la mafia dentro di te, puoi combattere la mafia che c' è nel giro dei tuoi amici, la mafia siamo noi e il nostro modo sbagliato di comportarsi. Borsellino sei morto per ciò in cui credevi, ma io senza di te sono morta »
« Maintenant que Borsellino est mort, personne ne peut comprendre le vide qu'il a laissé dans ma vie. Avant de combattre la mafia, tu dois faire ton propre examen de conscience et ensuite, après avoir vaincu la mafia qui est en toi, tu peux combattre la mafia que est dans ton groupe d'amis. La mafia c'est nous et notre mauvaise manière de nous comporter. Borsellino tu es mort pour ce en quoi tu croyais mais moi sans toi, je suis morte »
Quelques jours après la mort de celui-ci, des fonctionnaires du Haut Commissariat à Rome informent Piera Aiello et Rita Atria que pour des raisons de sécurité, les deux jeunes femmes doivent vivre séparément pour quelque temps. Malgré sa minorité, Rita Atria est transférée dans un nouvel appartement viale Amelia dans le quartier Tuscolano.

#### Décès
Piera Aiello est envoyée le 25 juillet quelques jours en Sicile, chez ses parents, Rita Atria qui devait l'accompagner refuse finalement de partir. Le 26 juillet 1992, trois jours après son emménagement et seulement une semaine après la mort de Paolo Borsellino, Rita Atria se serait défenestrée depuis le septième étage de son immeuble.
Elle est présentée par les représentants de plusieurs associations antimafia comme la septième victime de via d'Amelio,. Dix ans après les faits, lors d'un hommage rendu à Rita Atria, le père Luigi Ciotti, lui-même engagé contre le crime organisé, fondateur du groupe Abele et de l'association Libera, affirme : « [...] Rita non è morta di solitudine, è morta di mafia » (Rita n'est pas morte à cause de la solitude. Elle est morte à cause de la mafia).
En 2022, trente ans après sa mort, l'association antimafia Rita Atria et sa sœur aînée, Anna Maria Rita Atria, demandent la réouverture de l'enquête sur la mort de la collaboratrice de justice au regard d'une série de faits non-expliqués et des anomalies de l'enquête : volet de la fenêtre mi-clos, appartement nettoyé sans empreintes digitales, présence d'une montre d'homme, traces d'alcool dans le sang sans bouteille à proximité, etc.
Selon Piera Aiello, la mort de Rita Atria, à la suite des assassinats de Giovanni Falcone et de Paolo Borsellino, a eu un impact fort dans la société italienne en particulier chez les plus jeunes qui se sont identifiés à la jeune sicilienne.

#### Funérailles

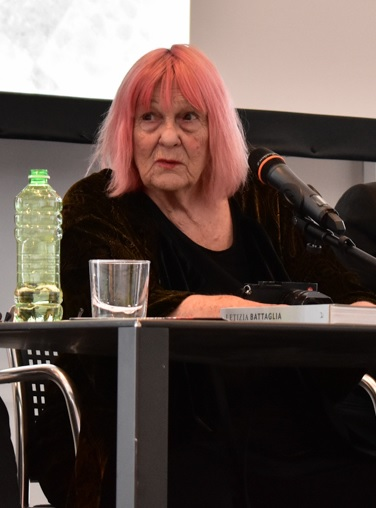
Letizia Battaglia en 2019.

Après sa mort, la photographe Letizia Battaglia placarde dans les rues de Palerme un tract disant « Merci Rita » et assiste avec d'autres féministes et membres d'associations antimafia aux funérailles.
Rita Atria est enterrée à Partanna, aux côtés de son frère Nicola, dans le caveau familial des Aiello, loin de la tombe du père, comme elle l'avait demandé dans ses écrits. Selon Piera Aiello, au cours d'une conversation, elle lui aurait également affirmé vouloir, si jamais elle mourait, un enterrement intime duquel sa mère serait absente. Aucun habitant ou membres de la famille Atria, ni représentant de l'Etat ne se rend aux funérailles, aucune personne du village n'accepte de porter le cercueil de la jeune fille. Celui-ci est finalement porté par des femmes de l'association des femmes siciliennes pour la lutte contre la mafia et des représentantes des « donne del digiuno » venues de Palerme pour honorer sa mémoire. Parmi elles, se trouve Michela Buscemi, figure notoire de l'antimafia qui dans les années 1980 s'est constituée partie civile au procès des assassins de ses frères. La cérémonie religieuse a lieu au cimetière et non dans l'église de Partanna car la mort de Rita Atria est considérée comme un suicide. Cette décision de l’Église, soulève l'indignation de la famille Borsellino.
Piera Aiello, sa belle-sœur, placée sous haute protection policière, ne peut se rendre aux funérailles, mais c'est elle qui choisit la photographie et la citation « la verità vive » (la vérité vit) déposées sur la tombe de la jeune fille. A plusieurs reprises, la sépulture est profanée. La stèle est notamment vandalisée à coups de marteaux le 2 novembre 1992, jour des morts, par la mère de Rita Atria, Giovanna Cannova. Cette dernière avait refusé d'assister aux premières funérailles de sa fille à Partanna, elle obtient par la suite le déplacement du corps de celle-ci qui repose désormais dans la tombe familiale des Atria. 

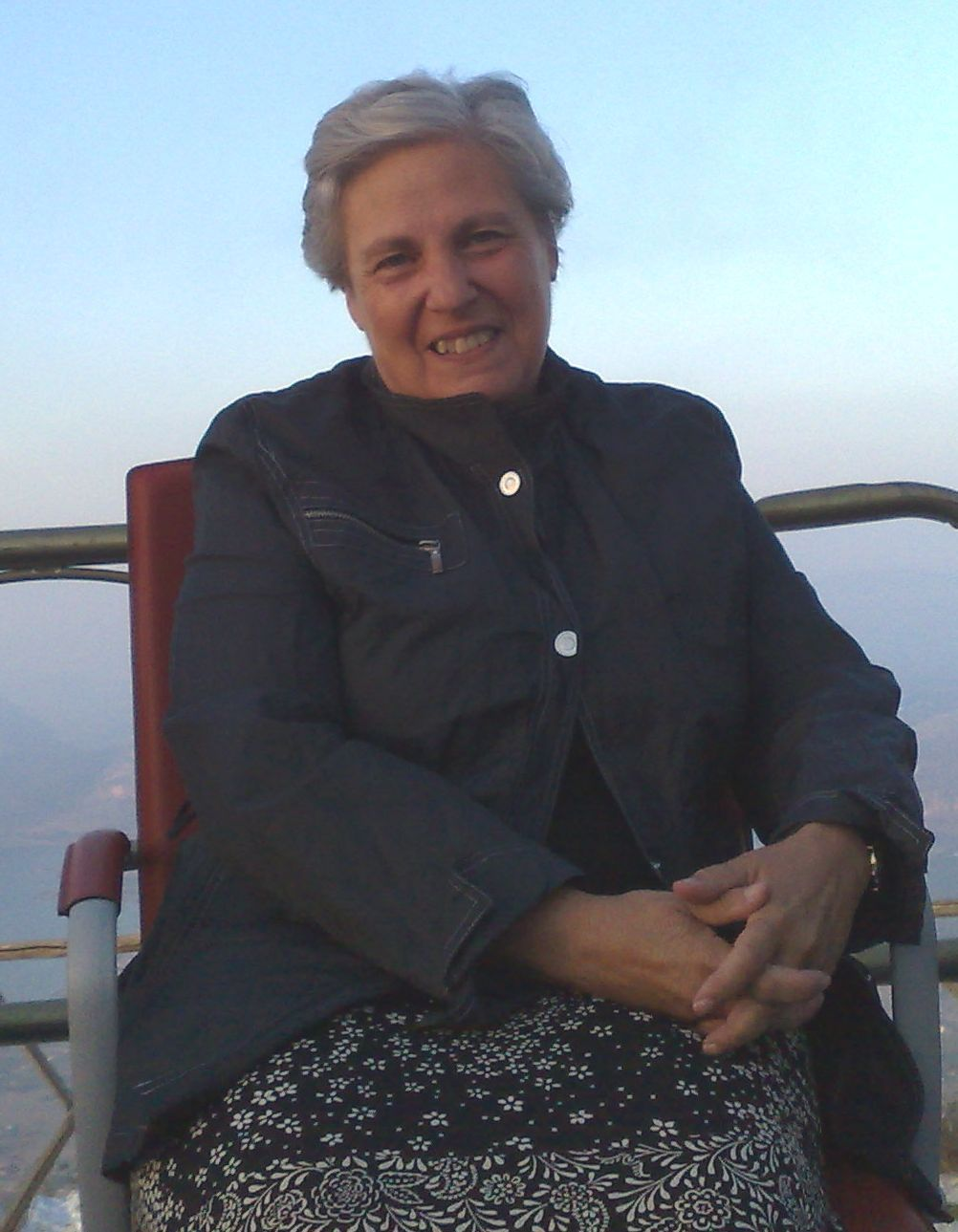
Rita borsellino.

Le 26 juillet 1997, l'association antimafia Rita Atria organise de nouvelles funérailles pour honorer la mémoire de la défunte. Sont présents : Luigi Ciotti (le fondateur de l'association Libera), Rita Borsellino (la sœur de Paolo Borsellino), les magistrats antimafia Nino Caponnetto, Giancarlo Caselli et Alessandra Camassa, le lieutenant des carabiniers de Marsala, Mario Blunda mais aussi la mère de Rita Atria, Giovanna Cannova.

## Hommages
Rita Atria est devenue en Italie un symbole de lutte contre la mafia, en particulier dans les actions de sensibilisation à destination de la jeunesse.
En 1994, l'association antimafia Rita Atria est fondée par deux étudiantes, Nadia Furnari et Santina Latella, à Messine. Elle est à l'origine de nombreux hommages et actions qui visent à faire connaître l'histoire de Rita Atria et à faire perdurer son combat contre la mafia.
En 2009, une plaque commémorative est apposée à Rome au numéro 23 de viale Amelia à l'initiative de l'association antimafias Rita Atria. Divers espaces et établissements publics portent  également son nom. En 2009 puis en 2014, son nom est donné à des coopératives agricoles installées sur les terres confisquées à la mafia dans la région de Piacenza et dans la vallée de Belice,.
Plusieurs établissements de l'enseignement secondaires italiens ont choisi de donner le nom de Rita Atria à certaines de leurs salles. En 2015, l'Aula Magna (auditorium) du Lycée scientifique de Castelvetrano est dédié à Peppino Impastato et Rita Atria. A Bologne, l'auditorium du Lycée scientifique Copernico porte lui aussi le nom de la jeune collaboratrice de justice.
En mars 2025, une grande fresque murale de l'artiste Mirko Cavallotto alias Loste, représentant Rita Atria, est inaugurée sur la façade du tribunal pour mineurs de Caltanissetta. L'objectif est de rendre hommage à la plus jeune témoin de justice de l'histoire italienne.

## Culture

### Littérature
- Andrea Gentile et Marc Lesage, Je voulais naître vent [« Volevo nascere vento »], l'École des loisirs, coll. « Médium + », 2019, 142 p. (ISBN 978-2-211-30166-4)

### Théâtre
- (it) Gabriello Montemagno, Il sogno spezzato di Rita Atria, Palermo, edizioni della battaglia, 1992, 34 p.
- (it) Maria Pia Daniele, Il mio giudice, ed. Ridotto, 1993; ed. Deep collana Teatro, 2002; dans Assoli contro la mafia, Bea Teatro (2013) e in Donne del Sud - Trilogia, La Mongolfiera editrice (2016).
- (it) Pietra Selva, Picciridda, compagnies théâtrales Orme et Camaleonte, 2010.
- (it) Luca Alberti, Silvia Civran, Se ognuno di noi..., Teatro del Ricreatorio Pitteri di Trieste, 2020.
- (it) Marco Artusi, Rita e il Giudice, Teatro Excelsior di Padova, 2020.

### Films
En 1995, une mini-série « Non parlo più » lui est consacrée. Sa vie a également inspiré le film de Marco Armenta, La Sicilienne (2009). En 1997, le réalisateur avait déjà consacré à Rita Atria le documentaire : « Diario di una siciliana ribelle » (Journal intime d'une sicilienne rebelle).

#### Ouvrages
- (it) Sandra Rizza, Una ragazza contro la mafia: Rita Atria, morte per solitudine, La Luna, 1993, 177 p. (ISBN 978-88-7823-037-8)
- (it) Renate Siebert, Le donne, la mafia, Milano, Il Saggiatore, coll. « La cultura Discussioni », 1994 (ISBN 978-88-428-0165-8), p. 139-154
- (it) Petra Reski, Rita Atria: la "picciridda" dell'antimafia, Nuovi Mondi, 2011, 160 p. (ISBN 978-88-89091-81-4)
- (it) Piera Aiello et Umberto Lucentini, Maledetta mafia: io, donna, testimone di giustizia con Paolo Borsellino, San Paolo, 2012 (ISBN 978-88-215-7692-8)
- (it) Giovanna Cucè, Nadia Furnari et Graziella Proto, Io sono Rita. Rita Atria: la settima vittima di via d'Amelio, Marotta e Cafiero, 2022 (ISBN 978-8831379755)
- (it) Anna Puglisi, Donne, mafia e antimafia, Trapani, Di Girolamo, 2024 (1re éd. 2005) (ISBN 9788887778847), p. 58-60.
- (it) Nando dalla Chiesa, « Scena Quinta. Sono la sorella di Nicola Atria », dans Nando dalla Chiesa, Le ribelli : Storie di donne che hanno sfidato la mafia per amore, Solferino, coll. « Melampo », 2024, 240 p. (ISBN 9788828213178), p. 149-178

#### Documentaires
- (it) Marco Amenta, Diario di una siciliana ribelle, 1997, (56min).
- « Speciale Tg1, Rita Atria, la settima vittima », sur RAI Ufficio Stampa (consulté le 26 avril 2025)
- [vidéo] « Rita Atria, l'adolescente sicilienne qui a dit non à Cosa Nostra », Brut, 11 novembre 2023, 11:46 min (consulté le 21 avril 2025)